# Головнёв, Владимир Андреевич
Влади́мир Андре́евич Головнёв (род. 6 декабря 1982, Омск) — российский сценарист, кинорежиссёр, продюсер. Член Союза кинематографистов РФ.

## Биография
В 2004 году окончил исторический факультет Омского государственного университета, квалификация «историк — исследователь». В 2005 году получил диплом Независимой школы кино и ТВ «Интерньюс» по специальности «кинорежиссура» (мастерская В. Фенченко и М. Разбежкиной). Директор ООО «Кинокомпания „Игра“». Участник и лауреат российских и международных фестивалей.
Сын этнографа Андрея Головнёва, директора Музея антропологии и этнографии имени Петра Великого (Кунсткамера), академика РАН.

## Избранная фильмография
- 2006 — Корабль идёт, а берег остаётся (док.)
- 2008 — Не от мира сего… (док.)[5]
- 2008 — Занавес (док.)[6][7][8][9]
- 2010 — Игра (док.)[10][11][12]
- 2011 — Анатомия чемпиона (док.)[13][14][15]
- 2012 — Прибежище (док.)[16]
- 2016 — Два детства (док.)
- 2016 — Омск. День города (док.)[17]
- 2019 — Летсплей (док.)
- 2019 — Рад тебя видеть (худ.)
- 2020 — Достоевский. Сибирская тетрадь (док.)
- 2021 — Дальний план (док.)[18]

## Награды
- Приз «Серебряный кентавр» за лучший короткометражный фильм национального конкурса «Послание к человеку» (Санкт-Петербург, 2009)[19]
- Приз за лучший короткометражный фильм на XX Открытом фестивале документального кино «Россия» (Екатеринбург, 2009)[20][21]
- Приз за лучший короткометражный фильм МКФ «Флаэртиана» (Пермь, 2009)[22]
- Гран-при фестиваля «ТелеПрофи» (Саратов, 2009)
- Победитель Московского Международного фестиваля спортивного кино (Москва, 2010)
- Специальный приз жюри МКФ «DOKER», (Москва, 2016)[23][24]
- Приз за лучший телевизионный фильм МКФ «Победили вместе» (Севастополь, 2016)[25]
- Специальный приз МКФ «MAKEDOX» (Македония, 2016)
- Специальный приз жюри на XXVII Открытом фестивале документального кино «Россия» (Екатеринбург, 2016)[26]
- Приз Гильдии неигрового кино и телевидения России на МКФ «Флаэртиана» (2019)
- Лауреат национальной премии Лавровая ветвь в номинации «Лучший телевизионный фильм» (2019)[27]
- Приз за лучший документальный фильм X Московского международного кинофестиваля «Будем жить» (2021) за фильм «Дальний план»[28]
- Диплом киноведов и кинокритиков «За сохранение и развитие жанра документальной комедии» в конкурсе неигрового кино кинофестиваля «Окно в Европу» (2021) за фильм «Дальний план»[29].
- Гран-при документального конкурса кинофестиваля «Евразийский мост» (2021) за фильм «Дальний план».